# Segundo proceso de vacancia presidencial contra Martín Vizcarra
El segundo proceso de vacancia presidencial contra Martín Vizcarra fue una acción iniciada por el Congreso de la República del Perú con la finalidad de declarar la «permanente incapacidad moral» del presidente de la República, Martín Vizcarra, amparándose en la disposición contenida en el artículo 113.º de la Constitución Política del Perú. El 20 de octubre de 2020 las bancadas de los partidos Unión por el Perú, Podemos Perú, Frente Amplio y otros alcanzaron la cantidad necesaria de firmas para presentar la moción de vacancia por presuntos casos de corrupción del mandatario durante su gestión como gobernador regional de Moquegua.
El debate para la admisión de la moción de vacancia se iba a realizar el 31 de octubre, pero posteriormente se prorrogó para la primera semana de noviembre sin precisar día exacto. Finalmente se decidió que el 2 de noviembre se debatiría su admisión.  Llegada la fecha, la moción fue admitida a debate con 60 votos a favor, 40 en contra y 18 abstenciones, con lo cual el presidente de la república fue citado al Pleno para el día 9 de noviembre para ejercer su derecho a defensa.
Tras oír al presidente Vizcarra, el Congreso debatió y aprobó la vacancia por incapacidad moral por 105 votos a favor. Vizcarra se convirtió en el tercer presidente al cual se le declara en dicha situación, tras Guillermo Billinghurst (1914) y Alberto Fujimori (2000).
La controvertida destitución de Vizcarra fue definida como un golpe de Estado por muchos peruanos, analistas políticos y medios de comunicación del país, lo que dio lugar al inicio de las protestas peruanas de 2020. La supuesta implicación del político etnocacerista Antauro Humala y la presentación de cargos por parte de su partido Unión por el Perú en ambos procesos de destitución también suscitaron dudas sobre los motivos de la destitución de Vizcarra.

## Entorno jurídico
La vigente Constitución de 1993 establece en su artículo 113.º que la Presidencia de la República queda vacante por:
1. Muerte del Presidente de la República.
2. Su permanente incapacidad moral o física, declarada por el Congreso.
3. Aceptación de su renuncia por el Congreso.
4. Salir del territorio nacional sin permiso del Congreso o no regresar a él dentro del plazo fijado.
5. Destitución, tras haber sido sancionado por alguna de las infracciones mencionadas en el artículo 117.º de la Constitución.

Con relación a la vacancia por la causal de «permanente incapacidad moral o física», hasta el año 2004 no existía un procedimiento que estableciera claramente el modo de aplicación del artículo constitucional correspondiente, razón por la cual la sentencia del Tribunal Constitucional N.º 0006-2003-AI/TC fijó como criterio que la destitución del presidente de la república solo podría ser aprobada con una votación calificada de cuando menos los dos tercios del número legal de congresistas, exhortando al Congreso a legislar sobre la materia a fin de llenar el vacío legal hasta entonces existente. En atención a ello, mediante Resolución Legislativa del Congreso N.º 030-2003-CR se introdujo en el Reglamento del Congreso el artículo 89-A que reguló tal procedimiento en los siguientes términos:

«Artículo 89-A. El procedimiento para el pedido de vacancia de la Presidencia de la República, por la causal prevista en el inciso 2) del artículo 113 de la Constitución, se desarrolla de acuerdo con las siguientes reglas: 
 
a) El pedido de vacancia se formula mediante moción de orden del día, firmada por no menos del veinte por ciento del número legal de Congresistas, precisándose los fundamentos de hecho y de derecho en que se sustenta, así como de los documentos que lo acrediten o, en su defecto, la indicación del lugar donde dichos documentos se encuentren. Tiene preferencia en el Orden del Día y es vista antes que cualquier otra moción pendiente en la agenda. Recibido el pedido, copia del mismo se remite, a la mayor brevedad, al Presidente de la República. 
b) Para la admisión del pedido de vacancia se requiere el voto de por lo menos el cuarenta por ciento de Congresistas hábiles. La votación se efectúa indefectiblemente en la siguiente sesión a aquella en que se dio cuenta de la moción. 
c) El Pleno del Congreso acuerda día y hora para el debate y votación del pedido de vacancia, sesión que no puede realizarse antes del tercer día siguiente a la votación de la admisión del pedido ni después del décimo, salvo que cuatro quintas partes del número legal de Congresistas acuerden un plazo menor o su debate y votación inmediata. Si fuera necesario se cita, para este efecto, a una sesión especial. El Presidente de la República cuya vacancia es materia del pedido puede ejercer personalmente su derecho de defensa o ser asistido por letrado, hasta por sesenta minutos. 
El acuerdo que declara la vacancia de la Presidencia de la República, por d) la causal prevista en el inciso 2) del artículo 113 de la Constitución, requiere una votación calificada no menor a los 2/3 del número legal de miembros del Congreso y consta en Resolución del Congreso. 
e) La resolución que declara la vacancia se publica en el diario oficial dentro de las veinticuatro horas siguientes al de la recepción de la transmisión remitida por el Congreso. En su defecto, el Presidente del Congreso ordena que se publique en uno de los diarios de mayor circulación nacional, sin perjuicio de las responsabilidades a que hubiere lugar. 
 
f) La resolución que declara la vacancia rige desde que se comunica al vacado, al Presidente del Consejo de Ministros o se efectúa su publicación, lo que ocurra primero.».
Reglamento del Congreso.

De esta manera, quedó establecido que la votación calificada necesaria para poder vacar el cargo de presidente de la República debe alcanzar un mínimo de 87 votos, que corresponde a los dos tercios del número legal de congresistas, considerando que en el congreso peruano el número legal de sus miembros asciende a 130.
Cabe señalar que, si bien la Constitución es clara al señalar la «permanente incapacidad moral o física» como causal de vacancia presidencial, por otro lado la propia Constitución señala también en su artículo 117.º que el presidente de la República solo puede ser acusado, durante su período, por traición a la patria; por impedir las elecciones presidenciales, parlamentarias, regionales o municipales; por disolver el Congreso, salvo en los casos previstos en el artículo 134 de la Constitución, y por impedir su reunión o funcionamiento, o los del Jurado Nacional de Elecciones y otros organismos del sistema electoral. Este artículo fue invocado por el abogado del presidente Kuczynski durante su alegato de defensa ante el Congreso al afrontar el primer pedido de vacancia en 2017.

## Proceso de vacancia

### Justificación de la moción de vacancia
Durante el primer pedido de vacancia por «incapacidad moral permanente», los congresistas promotores señalaron como sustento el hecho de que Vizcarra hubiera negado en varias oportunidades el hecho de conocer al cantante Richard Swing, los audios presentados por el congresista Édgar Alarcón en los que se evidenciaría una presunta obstrucción de las investigaciones del «Caso Richard Swing» realizadas por la Comisión de Fiscalización y Contraloría del Congreso y la del Ministerio Público, y por vulnerar los principios de buena administración y de justicia presupuestal por la contratación de Richard Swing en el Ministerio de Cultura.
Al no llegarse a un consenso, la falta de apoyo de diferentes bancadas e intereses personales no se llegó a concretar el primer proceso de vacancia. Fracasado el primer intento, la bancada de Unión por el Perú planteó en octubre de 2020 un nuevo pedido de vacancia, teniendo como argumento los presuntos actos de corrupción cometidos por Martín Vizcarra cuando era Gobernador regional de Moquegua, que incluye el testimonio de un aspirante a colaborador eficaz en el «Caso Club de la Construcción» quien declaró que la empresa Obrainsa le pagó 1 millón de soles y otros tres aspirantes a colaborador eficaz señalan además que recibió 1,3 millones de soles de consorcio Ingenieros Civiles y Contratistas Generales S.A. (ICCGSA), e Incot para la licitación del proyecto para la construcción del Hospital Regional de Moquegua en 2013.

### Presentación de la moción de vacancia
El nuevo impulso a la moción de vacancia partió, pues, por iniciativa del partido de izquierda Unión por el Perú, Frente Amplio, Podemos Perú, Acción Popular y un congresista sin bancada; la moción logró alcanzar 27 firmas, garantizando así el mínimo de adhesiones requerido (26 congresistas). La moción fue presentada ante el Congreso el 20 de octubre de 2020. Para su admisión por parte del pleno del Congreso, se requiere un mínimo de 52 votos.
La moción presentada argumentaba que el presidente Martín Vizcarra "de manera reiterada y permanente ha faltado a la verdad al país, lo cual vulnera los principios y derechos constitucionales de lucha contra la corrupción, derecho a la verdad, buena administración y justicia presupuestaria; por lo cual, deviene en una persona incapaz moralmente para representar a la Nación y dirigir con probidad, idoneidad, veracidad, transparencia y honestidad el destino de la República del Perú así como para garantizar el bienestar general de la población".

### Críticas al proceso de vacancia
El jefe de Estado Martín Vizcarra minimizó la moción de vacancia, dijo confiar en que en el Parlamento «primará la cordura» y señaló que «Lo único que sí no aceptamos es que entre los argumentos que ponen en la moción de vacancia, es que esgriman que no se garantizan elecciones transparentes. Por favor. Eso sí no lo aceptamos. Lo que estamos haciendo aquí es garantizar elecciones totalmente transparentes, porque nosotros no participamos en las elecciones. ¿Qué mayor transparencia de ello?», también acusó a algunos partidos políticos de querer afectar las elecciones generales de 2021 ya que «no tienen ninguna posibilidad en las elecciones». Asimismo, el presidente de Consejo de Ministros Walter Martos señaló que «un grupo de congresistas está rompiendo la Constitución» y consideró que es «una tremenda irresponsabilidad» que se plantee una segunda moción de vacancia.
Por otro lado, parte de los congresistas del Frente Amplio, concretamente las congresistas Mirtha Vásquez y Rocío Silva Santisteban, expresaron que no respaldarían esta moción de vacancia y emitieron un pronunciamiento en que el decían que «No podemos ni queremos dejar de anteponer la vida, y sobre todo la vida, ante el riesgo de un comienzo de cero para cambiar estrategias sanitarias que podrían producir más y más muertes».

### Controversia por postura del Ejecutivo
El ejecutivo bajo el mando del presidente del Consejo de Ministros Walter Martos, acusó al recluso y político Antauro Humala, preso por el Andahuaylazo, de formar parte de una conspiración para vacar a Vizcarra junto a otros congresistas. El presidente del Congreso Manuel Merino descartó cualquier idea de conspiración y subrayó que «las conversaciones u opiniones del señor Humala son totalmente ajenas a esta Presidencia».
El 25 de octubre Walter Martos comunicó que las Fuerzas Armadas «[no] va a permitir que se rompa el Estado de derecho con tanta necesidad que hay de la gente. En este momento, faltando cinco meses para las elecciones» lo cual fue muy controvertido pues el artículo 169 de la Constitución Política del Perú manifiesta que las Fuerzas Armadas y Policía Nacional no son deliberantes y se encuentran subordinadas al poder constitucional. El 27 de octubre Martos dijo que sus declaraciones fueron malinterpretadas y expresó que «Jamás utilizaremos [en referencia al gobierno] a las Fuerzas Armadas en actos políticos más allá de su función». Martos afirmó que el Ejecutivo no aceptaría una decisión del Congreso sobre la vacancia presidencial.

### Aprobación en el Congreso de la moción para el inicio del proceso de vacancia
El 2 de noviembre de 2020 se sometió a debate la admisión de la moción de vacancia en el pleno del Congreso, a cuyo término el Pleno del Congreso procedió a votar la moción obteniéndose 60 votos a favor de iniciar el proceso de vacancia, 40 votos en contra y 18 abstenciones. La moción recibió el respaldo unánime de Unión por el Perú, otros grupos parlamentarios decidieron votar libremente sin un consenso colegiado, totalmente en contra se mostraron los parlamentarios de Alianza para el Progreso y el Partido Morado, se abstuvieron los parlamentarios del FREPAP y 3 legisladores de otras bancadas. Se programó el debate del pedido de vacancia presidencial para el lunes 9 de noviembre, fecha en la que se programó la defensa del Presidente.

### Sesión del 9 de noviembre
Por la mañana del día 9 de noviembre, el presidente Martín Vizcarra asistió al Pleno del Congreso para ejercer su derecho de defensa. En su discurso, Vizcarra afirmó que 68 congresistas tienen procesos abiertos y preguntó si dejarían sus cargos por ello. Dicho argumento generó pífias y carpetazos por parte de los parlamentarios presentes en el hemiciclo del Congreso. Luego de la intervención de Vizcarra, inició el debate parlamentario, que duró hasta la noche del mismo día.

## Votación del Congreso
| Presidente           | Fecha                                         | Voto |    |    |    |    |    |    |   |   |   | N.A. | Total   |
| -------------------- | --------------------------------------------- | ---- | -- | -- | -- | -- | -- | -- | - | - | - | ---- | ------- |
| Martín Vizcarra Ind. | 9 de noviembre de 2020 · Sí · Moción aprobada | Sí   | 18 | 20 | 14 | 15 | 12 | 10 | 7 |   | 6 | 3    | 105/130 |
| Martín Vizcarra Ind. | 9 de noviembre de 2020 · Sí · Moción aprobada | No   | 4  |    |    |    |    | 1  | 2 | 9 | 2 | 1    | 19/130  |
| Martín Vizcarra Ind. | 9 de noviembre de 2020 · Sí · Moción aprobada | Aus. |    |    | 1  |    | 1  |    |   |   |   |      | 2/130   |
| Martín Vizcarra Ind. | 9 de noviembre de 2020 · Sí · Moción aprobada | Abs. | 2  | 1  |    |    |    |    |   |   |   | 1    | 4/155   |

| Partido Político               | Parlamentario                          |
| ------------------------------ | -------------------------------------- |
| Acción Popular                 | Arapa Roque Jesús Orlando              |
| Acción Popular                 | Bajonero Olivas Wilmer Solís           |
| Acción Popular                 | Burga Chuquipiondo Ricardo             |
| Acción Popular                 | Durand Bustamante Kenyon               |
| Acción Popular                 | Fabián Díaz Yessy Nélida               |
| Acción Popular                 | García Oviedo Paul Gabriel             |
| Acción Popular                 | Guibovich Arteaga Otto                 |
| Acción Popular                 | Inga Sales Leonardo                    |
| Acción Popular                 | Llaulli Romero Freddy                  |
| Acción Popular                 | Novoa Cruzado Anthony                  |
| Acción Popular                 | Oyola Rodríguez Juan Carlos            |
| Acción Popular                 | Paredes Eyzaguirre Rosario             |
| Acción Popular                 | Pérez Ochoa Carlos Andrés              |
| Acción Popular                 | Rivera Guerra Walter Jesús             |
| Acción Popular                 | Ruiz Pinedo Rolando Rubén              |
| Acción Popular                 | Saavedra Ocharán Mónica                |
| Acción Popular                 | Salinas López Franco                   |
| Acción Popular                 | Simeón Hurtado Luis Carlos             |
| Alianza para el Progreso       | Acate Coronel Eduardo                  |
| Alianza para el Progreso       | Acuña Peralta Humberto                 |
| Alianza para el Progreso       | Benavides Gavidia Walter               |
| Alianza para el Progreso       | Carcausto Huanca Irene                 |
| Alianza para el Progreso       | Chehade Moya Omar Karim                |
| Alianza para el Progreso       | Combina Salvatierra César              |
| Alianza para el Progreso       | Condori Flores Julio Freddy            |
| Alianza para el Progreso       | Hidalgo Zamalloa Alexander             |
| Alianza para el Progreso       | Meléndez Celis Fernando                |
| Alianza para el Progreso       | Merino López Omar                      |
| Alianza para el Progreso       | Omonte Durand Carmen                   |
| Alianza para el Progreso       | Pérez Espíritu Lusmila                 |
| Alianza para el Progreso       | Pérez Mimbela Jhosept                  |
| Alianza para el Progreso       | Puño Lecarnaque Napoleón               |
| Alianza para el Progreso       | Quispe Suárez Mario Javier             |
| Alianza para el Progreso       | Rivas Ocejo Perci                      |
| Alianza para el Progreso       | Rodas Malca Tania Rosalía              |
| Alianza para el Progreso       | Santillana Paredes Robertina           |
| Alianza para el Progreso       | Valdez Farías Luis Alberto             |
| Alianza para el Progreso       | Verde Heidinger Marco                  |
| Frente Amplio                  | Ancalle Gutiérrez José Luis            |
| Frente Amplio                  | Bazán Villanueva Lenin                 |
| Frente Amplio                  | Checco Chauca Lenin                    |
| Frente Amplio                  | Fernández Chacón Carlos Enrique        |
| Frente Amplio                  | Montoya Guivin Absalón                 |
| Frente Amplio                  | Quispe Apaza Yván                      |
| Fuerza Popular                 | Alonzo Fernández Gilbert               |
| Fuerza Popular                 | Ayasta De Díaz Rita Elena              |
| Fuerza Popular                 | Chávez Cossío Martha                   |
| Fuerza Popular                 | Columbus Murata Diethell               |
| Fuerza Popular                 | Lizana Santos Mártires                 |
| Fuerza Popular                 | Mesía Ramírez Carlos Fernando          |
| Fuerza Popular                 | Pichilingue Gómez Marcos               |
| Fuerza Popular                 | Pinedo Achaca Liliana A.               |
| Fuerza Popular                 | Silupu Inga María Luisa                |
| Fuerza Popular                 | Tito Ortega Erwin                      |
| Fuerza Popular                 | Trujillo Zegarra Gilmer                |
| Fuerza Popular                 | Valer Collado Valeria Carolina         |
| Fuerza Popular                 | Vigo Gutiérrez Widman Napoleón         |
| Fuerza Popular                 | Vivanco Reyes Miguel Ángel             |
| Fuerza Popular                 | Zárate Antón Edward                    |
| FREPAP                         | Ayquipa Torres Julia Benigna           |
| FREPAP                         | Benites Agurto Alfredo                 |
| FREPAP                         | Cayguaray Gambini Luz                  |
| FREPAP                         | Cayllahua Barrientos Wilmer            |
| FREPAP                         | Céspedes Cárdenas María                |
| FREPAP                         | Gutarra Ramos Robledo Noé              |
| FREPAP                         | Huamán Champi Juan de Dios             |
| FREPAP                         | Huamaní Machaca Nelly                  |
| FREPAP                         | Machaca Mamani Raúl                    |
| FREPAP                         | Núñez Marreros Jesús del C.            |
| FREPAP                         | Oseda Yucra Daniel                     |
| FREPAP                         | Pineda Santos Isaías                   |
| FREPAP                         | Rayme Marín Alcides                    |
| FREPAP                         | Retamozo Lezama María C.               |
| Podemos Perú                   | Almeri Veramendi Carlos                |
| Podemos Perú                   | Cabrera Vega María Teresa              |
| Podemos Perú                   | Castillo Oliva Luis Felipe             |
| Podemos Perú                   | Espinoza Velarde Yeremi ARON           |
| Podemos Perú                   | Flores Villegas Johan                  |
| Podemos Perú                   | Gallardo Becerra María Martina         |
| Podemos Perú                   | García Rodríguez Cecilia               |
| Podemos Perú                   | Gupioc Ríos Robinson Dociteo           |
| Podemos Perú                   | Luna Morales José Luis                 |
| Podemos Perú                   | Sánchez Luis Orestes Pompeyo           |
| Partido Democrático Somos Perú | Alencastre Miranda Norma               |
| Partido Democrático Somos Perú | Aliaga Pajares Guillermo               |
| Partido Democrático Somos Perú | Barrionuevo Romero Betto               |
| Partido Democrático Somos Perú | Pérez Flores Jorge Luis                |
| Partido Democrático Somos Perú | Tocto Guerrero Felicita                |
| Partido Democrático Somos Perú | Vásquez Tan Grimaldo                   |
| Partido Democrático Somos Perú | Yupanqui Miñano Mariano                |
| Unión por el Perú              | Alarcón Tejada Edgar Arnold            |
| Unión por el Perú              | Apaza Quispe Yessica                   |
| Unión por el Perú              | Bartolo Romero María Isabel            |
| Unión por el Perú              | Chagua Payano Posemoscrowte Irrhoscopt |
| Unión por el Perú              | Chaiña Contreras Hipólito              |
| Unión por el Perú              | Chavarría Vilcatoma Roberto            |
| Unión por el Perú              | Lozano Inostroza Alexander             |
| Unión por el Perú              | Maquera Chávez Héctor                  |
| Unión por el Perú              | Mendoza Marquina Javier                |
| Unión por el Perú              | Pantoja Calvo Rubén                    |
| Unión por el Perú              | Ramos Zapana Rubén                     |
| Unión por el Perú              | Vega Antonio José Alejandro            |
| No agrupados                   | González Tuanama César                 |
| No agrupados                   | Gonzales Cruz Moisés                   |
| No agrupados                   | Mamani Barriga JIM Ali                 |

Finalmente a las 7:30 PM del mismo día se aprobó la moción de vacancia contra Vizcarra contra todo pronóstico ya que la mayoría de los analistas y constitucionalistas consideraban que los votos para vacar a Vizcarra no serían suficientes para sacarlo del cargo. Con 105 votos se puso punto final al gobierno de Vizcarra. Y ello abria paso a que el presidente del congreso de la República Manuel Merino de Lama de Tumbes asumiera el cargo de presidente de la República.

## Reacciones

### Posición del Secretario General de la OEA
El Secretario General Organización de Estados Americanos (OEA), Luis Almagro, a través de un comunicado mencionó que «desea expresar su preocupación por la situación política que tiene lugar en el Perú. Teniendo en cuenta el contexto de la pandemia -lamentablemente aún vigente- y sus efectos en la salud y las vidas humanas» pero también detalló que «Perú ha demostrado tener solidez institucional para superar anteriores crisis políticas. En esta ocasión la resolución de la crisis actual es un imperativo». Cabe mencionar que el pronunciamiento corresponde únicamente a la Secretaría General, pues el Consejo Permanente de la OEA no ha emitido pronunciamiento.